# 10-та піхотна дивізія (Третій Рейх)
10-та піхотна дивізія (Третій Рейх) (нім. 10. Infanterie-Division) — піхотна дивізія Вермахту за часів Другої світової війни. 15 листопада 1940 перетворена на 10-ту моторизовану дивізію.

## Історія
10-та піхотна дивізія створена 1 жовтня 1934 року під час 1-ї хвилі мобілізації в Регенсбурзі в 7-му військовому окрузі.

## Райони бойових дій
- Німеччина (жовтень 1934 — вересень 1939);
- Польща (вересень — грудень 1939);
- Німеччина (грудень 1939 — травень 1940);
- Бельгія та Франція (травень — вересень 1940);
- Німеччина (вересень — листопад 1940).

## Командування

### Командири
- генерал-лейтенант Альфред Вегер (нім. Alfred Waeger) (15 жовтня 1935 — 1 березня 1938);
- генерал-лейтенант Конрад фон Кохенгаузен (нім. Conrad von Cochenhausen) (1 березня 1938 — 5 жовтня 1940);
- генерал-лейтенант Фрідріх-Вільгельм фон Лепер (нім. Friedrich-Wilhelm von Löper) (5 жовтня — 15 листопада 1940).

## Нагороджені дивізії
Нагороджені дивізії
|  | Кавалери Лицарського хреста Залізного хреста | 3 |